# Вяжи-Заверх

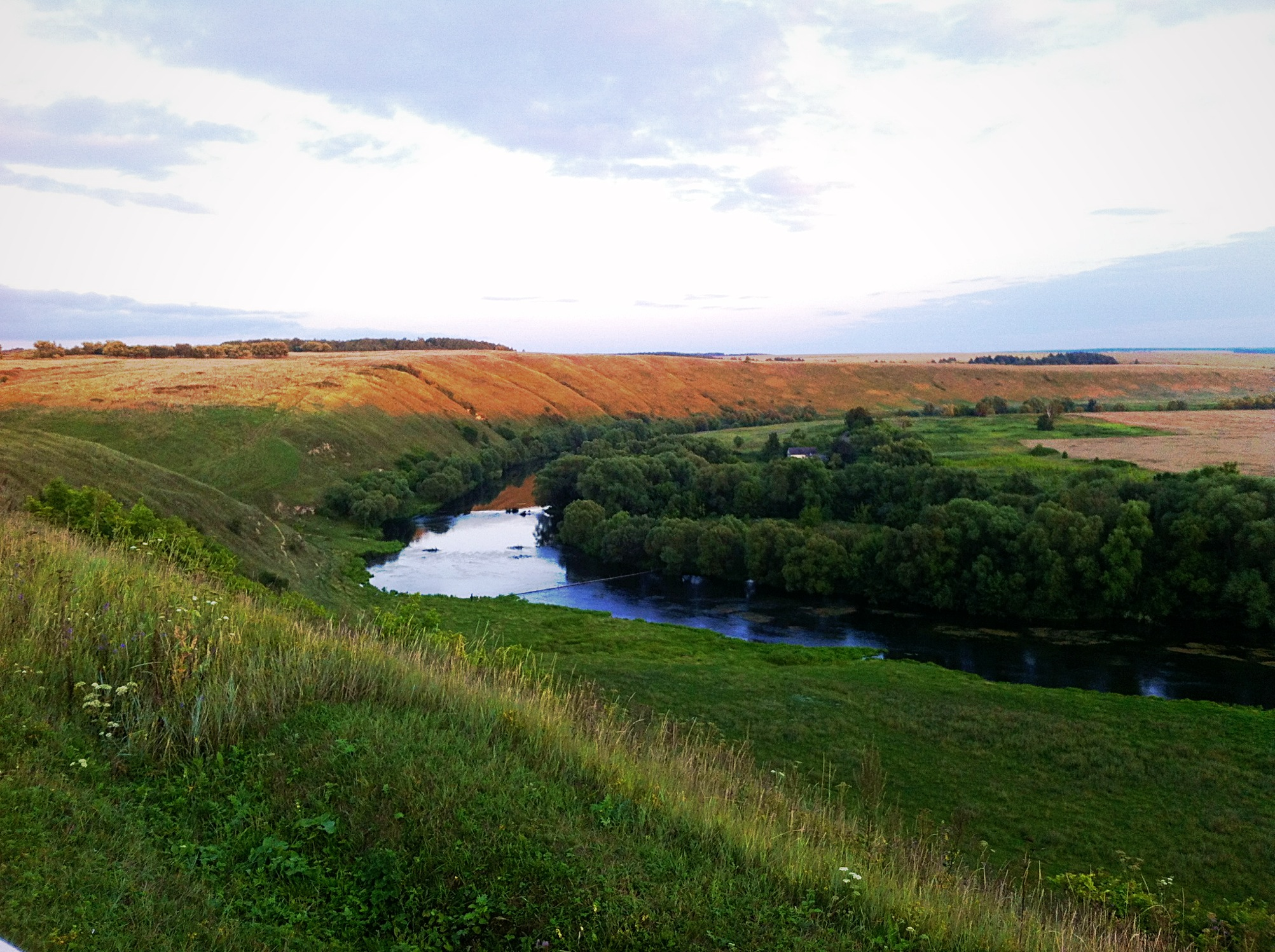
Вид со смотровой площадки мемориального комплекса

Вя́жи-Заве́рх — село в Новосильском районе Орловской области России, административный центр Вяжевского сельского поселения. Населённый пункт воинской доблести (05.05.2015).

## География
Расположено на правом возвышенном берегу реки Зуша. В радиусе 10—15 км от села имеются склоны, образованные высоким берегом реки (60 м), которые притягивают парапланеристов с разных частей России

## История
Село Вяжи-Заверх входило в состав села Вяжи и имеет с ним общую историю. По праву считается историческим местом, где с 1941—1943 год проходила линия фронта и приводилась в действие операция «Кутузов».
12 июля 1943 года в этих местах по приказу ставки Верховного Главнокомандования войска Красной Армии перешли в решительное наступление, прорвав тем самым вражескую оборону и открыв путь к освобождению Орла и всей Орловской земли.

## Население
| 2002 | 2010 |
| ---- | ---- |
| 313  | ↘279 |

## Военно-исторический мемориальный комплекс
Открытие состоялось 2 августа 2003 года. Воздвигнут он на высоком берегу реки Зуши, на месте Вяжевского прорыва 12 июля 1943 года в память о тех боях.
На территории мемориального комплекса расположены стела с наименованиями фронтов, армий и дивизий, участвовавших в боях, мемориальные плиты с именами погибших, скульптура Скорбящей Матери на братском захоронении и смотровая площадка. Немного поодаль имеется дзот оставшийся с военных лет. Здесь до сих пор сохранились остатки окопов, блиндажей, воронки от бомб и снарядов.

## Русская православная церковь
Часовня в память о погибших воинах на территории мемориального комплекса